# 5132 Maynard
5132 Maynard este un asteroid din centura principală de asteroizi.

## Descriere
5132 Maynard este un asteroid din centura principală de asteroizi. A fost descoperit pe 22 iunie 1990 la Observatorul Palomar de Henry E. Holt. El prezintă o orbită caracterizată de o semiaxă mare de 2,68 ua, o excentricitate de 0,11 și o înclinație de 11,4° în raport cu ecliptica.